# Камянка (Лосицький повіт)
Камянка (пол. Kamianka) — село в Польщі, у гміні Плятерув Лосицького повіту Мазовецького воєводства.
Населення — 101 особа (2011).
У 1975-1998 роках село належало до Білопідляського воєводства.

## Демографія
Демографічна структура станом на 31 березня 2011 року:
|          | Загалом | Допрацездатний вік | Працездатний вік | Постпрацездатний вік |
| -------- | ------- | ------------------ | ---------------- | -------------------- |
| Чоловіки | 48      | 12                 | 31               | 5                    |
| Жінки    | 53      | 12                 | 24               | 17                   |
| Разом    | 101     | 24                 | 55               | 22                   |